# Phallichthys
Phallichthys är ett släkte av fiskar. Phallichthys ingår i familjen Poeciliidae.
Kladogram enligt Catalogue of Life:
| Phallichthys | \| \| Glada änkan, Phallichthys amates \| \| \| \| \| \| Phallichthys fairweatheri \| \| \| \| \| \| Phallichthys quadripunctatus \| \| \| \| \| \| Phallichthys tico \| \| \| \| |
|              | \| \| Glada änkan, Phallichthys amates \| \| \| \| \| \| Phallichthys fairweatheri \| \| \| \| \| \| Phallichthys quadripunctatus \| \| \| \| \| \| Phallichthys tico \| \| \| \| |
|              | Glada änkan, Phallichthys amates |
|              | |
|              | Phallichthys fairweatheri |
|              | |
|              | Phallichthys quadripunctatus |
|              | |
|              | Phallichthys tico |
|              | |